# Lúcia França
Lúcia Massis de Gouvêa França Gomes (São Paulo, 28 de janeiro de 1962) é uma professora brasileira filiada ao Partido Socialista Brasileiro (PSB). Foi primeira-dama do estado de São Paulo e também, a presidente do Fundo Social de São Paulo.
Lucia França nasceu na capital paulista mas aos 10 anos se mudou para São Vicente. Aos 17 anos foi formada em magistério, influenciada pela mãe trabalhou nas escolas de São Vicente até ser homologada como professora em Praia Grande. Casada com Márcio França desde 1986, se conheceram quando eram estudantes. Eles tem dois filhos: a pedagoga Helena e o advogado e deputado estadual Caio França, além de 2 netos: Enzo e Laura.
Tornou-se primeira-dama de São Paulo em 6 de abril de 2018 após o seu marido assumir o governo do estado devido a renúncia do então governador Geraldo Alckmin.
De 1997 a 2004 foi presidente do Fundo Social de Solidariedade no município de São Vicente.
Em 2022, foi anunciada como candidata a vice-governadora de São Paulo pelo PSB na chapa de Fernando Haddad (PT).

## Desempenho eleitoral
| Ano  | Eleição                | Partido | Cargo                                          | Votos      | %                  | Resultado  | Ref   |
| ---- | ---------------------- | ------- | ---------------------------------------------- | ---------- | ------------------ | ---------- | ----- |
| 2022 | Estaduais em São Paulo | PSB     | Vice-governadora Titular: Fernando Haddad (PT) | 8.337.139  | 35,70% (1.° Turno) | Não eleita | [ 8 ] |
| 2022 | Estaduais em São Paulo | PSB     | Vice-governadora Titular: Fernando Haddad (PT) | 10.909.371 | 44,73% (2.° Turno) |            | [ 8 ] |
| 2024 | Municipal de São Paulo | PSB     | Vice-prefeita Titular: Tabata Amaral (PSB)     | 605.552    | 9,91% (1.° Turno)  | Não eleita | [ 9 ] |